# Eustrotia concava
Eustrotia concava là một loài bướm đêm trong họ Noctuidae.